# Kon-Tiki (1950)
Kon-Tiki is een met een Oscar bekroonde documentaire uit 1950 over de gelijknamige Kon-Tiki-expeditie van de Noorse antropoloog Thor Heyerdahl in 1947.
De opnames die de basis vormen voor de zwart-witfilm werden gemaakt met 16mm camera's aan boord van het vlot door Heyerdahl en zijn bemanningsleden. Heyerdahl trad ook op als verteller in de Scandinavische versie. Voor de Amerikaanse versie sprak de televisie- en radiopersoonlijkheid Ben Grauer een inleiding in.
De film won de Oscar voor beste documentaire in 1951 en was hiermee de eerste Noorse film die een Oscar won. Hetzelfde jaar werd de film ook genomineerd voor een BAFTA voor beste documentaire.